# Kinyel-cserkasszi járás

A Kinyel-cserkasszi járás a Szamarai területen

A Kinyel-cserkasszi járás (oroszul Кинель-Черкасский район) Oroszország egyik járása a Szamarai területen. Székhelye Kinyel-Cserkasszi.

## Népesség
- 1989-ben 51 193 lakosa volt.
- 2002-ben 48 922 lakosa volt, melynek 85,43%-a orosz, 3,36%-a kazah, 3,25%-a mordvin, 1,9%-a csuvas, 1,86%-a tatár, 1,67%-a ukrán.
- 2010-ben 47 362 lakosa volt, melynek 86,6%-a orosz, 3,54%-a kazah, 2,42%-a mordvin, 1,72%-a tatár, 1,43%-a csuvas.